# Mark Hurd
Pour les articles homonymes, voir Hurd.
Mark Vincent Hurd, né le 1er janvier 1957 à Manhattan et mort le 18 octobre 2019, est un chef d'entreprise américain. 
Il est de septembre 2010 jusqu'à sa mort le coprésident d'Oracle Corporation.

## Biographie

### Études
En 1979, Mark Hurd sort diplômé de l'université Baylor de Waco au Texas avec un Bachelor de management et administration privée. Il est membre des associations d'étudiants Phi Delta Theta et Tryon Coterie. 

### Carrière
En 1980, Mark Hurd commence sa carrière comme commercial chez NCR Corporation où il occupe rapidement divers postes de directeur commercial. Il passe 3 ans à la tête de la société Teradata (stockage de données informatiques SGBD, filiale de NCR).
En 2001, il devient président de NCR Corporation, puis PDG en 2002. En 2004, il réalise la performance d'améliorer le chiffre d'affaires de la société de 7 % sur l'année précédente avec 6 milliards de dollars. 
En 2005, après 25 ans passés chez NCR Corporation, il succède à Carly Fiorina au poste de PDG (CEO) de Hewlett-Packard à la suite de la démission de cette dernière, démission provoquée par des problèmes importants relatifs à la fusion-acquisition de Compaq dans les années 2000. Il perçoit un salaire de base de 1,4 million de dollars américains et une rémunération totale de 25 millions de dollars en 2007, puis de 42,5 millions en 2008.
En 2010, une enquête pour harcèlement sexuel est ouverte contre lui. Si ces charges sont abandonnées, les investigations ont néanmoins mis au jour des abus de biens sociaux qui entraineront, le 6 août 2010, la démission forcée de Mark Hurd,. Un mois plus tard, le 7 septembre, il est nommé coprésident d'Oracle Corporation, chargé des ventes, du marketing et du support logiciels par Larry Ellison qui à l'époque avait vivement critiqué son éviction d'HP.
Mark Hurd meurt le 18 octobre 2019 à l'âge de 62 ans.

### Famille
Mark Hurd est marié à Paula Hurd (née Kalupa) et a 2 enfants.

## Publication
- (en-US) Mark Hurd et Lars Nyberg, The Value Factor: How Global Leaders Use Information for Growth and Competitive Advantage, Bloomberg Press, 2004.  (ISBN 1-57660-157-9)